# Cantone di Moûtiers
Il Cantone di Moûtiers è una divisione amministrativa dell'arrondissement di Albertville.
A seguito della riforma complessiva dei cantoni del 2014 è passato da 16 a 26 comuni. Dal 1º gennaio 2016 i comuni si sono ridotti a 24 per effetto dei alcune fusioni.

## Composizione
Prima della riforma del 2014 comprendeva i comuni di:
- Aigueblanche
- Les Avanchers-Valmorel
- Le Bois
- Bonneval
- Feissons-sur-Isère
- Fontaine-le-Puits
- Hautecour
- La Léchère
- Moûtiers
- Notre-Dame-du-Pré
- Saint-Jean-de-Belleville
- Saint-Marcel
- Saint-Martin-de-Belleville
- Saint-Oyen
- Salins-les-Thermes
- Villarlurin

Dal 2015 i comuni sono diventati 26, ridottisi poi a 24 per effetto delle fusioni dei comuni di Saint-Martin-de-Belleville con Villarlurin a formare il nuovo comune di Les Belleville. e Fontaine-le-Puits con Salins-les-Thermes per formare il nuovo comune di Salins-Fontaine.:
- Aigueblanche
- Les Allues
- Les Avanchers-Valmorel
- Le Bois
- Bonneval
- Bozel
- Brides-les-Bains
- Champagny-en-Vanoise
- Feissons-sur-Isère
- Feissons-sur-Salins
- Hautecour
- La Léchère
- Les Belleville
- Montagny
- Moûtiers
- Notre-Dame-du-Pré
- La Perrière
- Planay
- Pralognan-la-Vanoise
- Saint-Bon-Tarentaise
- Saint-Jean-de-Belleville
- Saint-Marcel
- Saint-Oyen
- Salins-Fontaine